# Cheshire
Cheshire (wymowa: [ˈt͡ʃɛʃə]) – hrabstwo ceremonialne i historyczne w zachodniej Anglii, w regionie North West England, położone nad estuariami rzek Mersey i Dee, przy granicy z Walią. Do 2009 roku pełniło funkcję administracyjną jako hrabstwo niemetropolitalne.
Cheshire liczy 2343 km² powierzchni, a liczba mieszkańców hrabstwa wynosi 1 027 700 (2011). Dawnym ośrodkiem administracyjnym, a zarazem jedynym miastem posiadającym status city, jest Chester, położony na zachodzie hrabstwa.
Największym miastem na terenie hrabstwa jest Warrington. Innymi większymi miastami w Cheshire są Chester, Crewe, Ellesmere Port, Runcorn, Widnes i Macclesfield. Północna część hrabstwa, położona nad rzeką Mersey, w zasięgu aglomeracji Liverpoolu i Manchesteru, charakteryzuje się wyższym stopniem urbanizacji niż południowa, która w znaczej części ma charakter wiejski.
Na północnym zachodzie Cheshire graniczy z hrabstwem Merseyside, na północnym wschodzie z Wielkim Manchesterem, na wschodzie z Derbyshire, na południowym wschodzie ze Staffordshire, na południowym zachodzie ze Shropshire, a na zachodzie z walijskimi hrabstwami Wrexham i Flintshire.

## Podział administracyjny

### Obecny
W skład hrabstwa ceremonialnego wchodzą cztery jednostki administracyjne typu unitary authority:
1. Cheshire West and Chester
2. Cheshire East
3. Warrington
4. Halton

### Do 2009

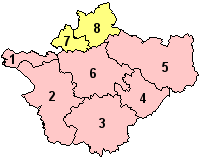
Podział administracyjny hrabstwa Cheshire do 2009 roku

Przed reformą administracyjną przeprowadzoną w 2009 roku Cheshire było hrabstwem niemetropolitalnym, w którego skład wchodziło sześć dystryktów. Jako hrabstwo ceremonialne Cheshire obejmowało dodatkowo dwie jednostki typu unitary authority.
1. Ellesmere Port and Neston
2. Chester
3. Crewe and Nantwich
4. Congleton
5. Macclesfield
6. Vale Royal
7. Halton (unitary authority)
8. Warrington (unitary authority)

## W kulturze
Hrabstwo Cheshire jest miejscem pochodzenia Kota z Cheshire, bohatera powieści Alicja w Krainie Czarów, które autorem jest Lewis Carroll